# Campeonato Mundial de Natação em Piscina Curta de 2016 - 200 m costas feminino
A prova dos 200 metros nado costas feminino do Campeonato Mundial de Natação em Piscina Curta de 2016 foi disputado no da 8 de dezembro no Centro WFCU em Windsor, Canadá.

## Recordes
Antes desta competição, os recordes mundiais e do campeonato nesta prova eram os seguintes:
|                       | Nome           | Nacionalidade | Tempo   | Local | Data                  |
| --------------------- | -------------- | ------------- | ------- | ----- | --------------------- |
| Recorde mundial       | Katinka Hosszú | Hungria       | 1:59.23 | Doha  | 5 de dezembro de 2014 |
| Recorde do campeonato | Katinka Hosszú | Hungria       | 1:59.23 | Doha  | 5 de dezembro de 2014 |

## Medalhistas
| Ouro                 | Prata               | Bronze              |
| Katinka Hosszú (HUN) | Daryna Zewina (UKR) | Emily Seebohm (AUS) |

## Resultados

### Eliminatórias
As eliminatórias ocorreram dia 8 de dezembro com um total de 43 nadadores.  
| Colocação | Bateria | Raia | Nome                   | Nacionalidade     | Tempo     | Notas |
| --------- | ------- | ---- | ---------------------- | ----------------- | --------- | ----- |
| 1.        | 5       | 4    | Daryna Zewina          | Ucrânia           | 2:02,87   | Q     |
| 2.        | 4       | 4    | Katinka Hosszú         | Hungria           | 2:03,39   | Q     |
| 3.        | 3       | 3    | Hilary Caldwell        | Canadá            | 2:03,74   | Q     |
| 4.        | 3       | 8    | Hellen Moffitt         | Estados Unidos    | 2:03,83   | Q     |
| 5.        | 5       | 5    | Emily Seebohm          | Austrália         | 2:03,91   | Q     |
| 6.        | 4       | 5    | Sayaka Akase           | Japão             | 2:04,63   | Q     |
| 7.        | 5       | 6    | Miki Takahashi         | Japão             | 2:04,76   | Q     |
| 8.        | 4       | 6    | Kathleen Dawson        | Reino Unido       | 2:05,12   | Q     |
| 9.        | 4       | 1    | Kennedy Goss           | Canadá            | 2:05,41   |       |
| 10.       | 3       | 4    | Darja Ustinowa         | Rússia            | 2:05,73   |       |
| 11.       | 4       | 3    | Minna Atherton         | Austrália         | 2:05,74   |       |
| 12.       | 5       | 3    | Simona Baumrtová       | Chéquia           | 2:06,25   |       |
| 13.       | 3       | 7    | Chen Jie               | China             | 2:06,38   |       |
| 14.       | 5       | 7    | Clara Smiddy           | Estados Unidos    | 2:06,60   |       |
| 15.       | 5       | 2    | Andrea Berrino         | Argentina         | 2:07,06   |       |
| 16.       | 3       | 2    | Liu Yaxin              | China             | 2:07,19   |       |
| 17.       | 3       | 5    | Eygló Gústafsdóttir    | Islândia          | 2:07,36   |       |
| 18.       | 3       | 0    | Kira Toussaint         | Países Baixos     | 2:07,67   |       |
| 19.       | 5       | 1    | Matea Samardžić        | Croácia           | 2:07,70   |       |
| 20.       | 5       | 0    | Ugnė Mažutaitytė       | Lituânia          | 2:07,79   |       |
| 21.       | 3       | 6    | Sarah Bro              | Dinamarca         | 2:09,11   |       |
| 22.       | 5       | 8    | Barbora Závadová       | Chéquia           | 2:09,21   |       |
| 23.       | 4       | 2    | Mariella Venter        | África do Sul     | 2:09,55   |       |
| 24.       | 4       | 7    | Martina van Berkel     | Suíça             | 2:09,67   |       |
| 25.       | 5       | 9    | Tatiana Salcutan       | Moldávia          | 2:09,77   |       |
| 26.       | 3       | 1    | Hanna Rosvall          | Suécia            | 2:11,55   |       |
| 27.       | 4       | 0    | Wong Toto Kwan To      | Hong Kong         | 2:11,93   |       |
| 28.       | 4       | 8    | Florencia Perotti      | Argentina         | 2:13,11   |       |
| 29.       | 3       | 9    | Kimiko Raheem          | Sri Lanka         | 2:14,91   |       |
| 30.       | 2       | 5    | Lauren Hew             | Ilhas Caimã       | 2:16,59   |       |
| 31.       | 4       | 9    | Alexus Laird           | Seicheles         | 2:17,71   |       |
| 32.       | 2       | 3    | Celina Marquez         | El Salvador       | 2:18,89   |       |
| 33.       | 1       | 3    | Rosalee Mira Santa Ana | Filipinas         | 2:21,33   |       |
| 34.       | 2       | 2    | Danielle Titus         | Barbados          | 2:22,76   |       |
| 35.       | 2       | 6    | Maria Arrua            | Paraguai          | 2:23,71   |       |
| 36.       | 2       | 7    | Britheny Joassaint     | Haiti             | 2:26,10   |       |
| 37.       | 2       | 4    | Maana Patel            | Índia             | 2:26,11   |       |
| 38.       | 2       | 0    | Rahaf Baqleh           | Jordânia          | 2:30,44   |       |
| 39.       | 2       | 8    | Tiareth Cijntje        | Curaçau           | 2:31,46   |       |
| 40.       | 2       | 1    | Gabby Gittens          | Antígua e Barbuda | 2:33,89   |       |
| 41.       | 2       | 9    | Osisang Chilton        | Palau             | 2:39,50   |       |
| 42.       | 1       | 5    | Ruthie Long            | Ilhas Marshall    | 2:42,62   |       |
| 43. !     | 1       | 4    | Kaya Forson            | Gana              | 9:99,99 ! | DNS   |

### Final
A final teve sua disputa realizada em 8 de dezembro. 
| Colocação         | Raia | Nome            | Nacionalidade  | Tempo   | Notas |
| ----------------- | ---- | --------------- | -------------- | ------- | ----- |
| Medalha de ouro   | 5    | Katinka Hosszú  | Hungria        | 2:00,79 |       |
| Medalha de prata  | 4    | Daryna Zewina   | Ucrânia        | 2:02,24 |       |
| Medalha de bronze | 2    | Emily Seebohm   | Austrália      | 2:02,65 |       |
| 4.                | 3    | Hilary Caldwell | Canadá         | 2:03,98 |       |
| 5.                | 8    | Kathleen Dawson | Reino Unido    | 2:04,09 |       |
| 6.                | 6    | Hellen Moffitt  | Estados Unidos | 2:04,56 |       |
| 7.                | 7    | Sayaka Akase    | Japão          | 2:05,02 |       |
| 8.                | 1    | Miki Takahashi  | Japão          | 2:06,29 |       |

Legenda
| Recorde mundial       | Recorde mundial (World record)               |                       | Recorde africano                      | Recorde africano (African) |                                           | Q | Classificado por posição (Qualified) |
| Recorde do campeonato | Recorde do campeonato (Championship record)  | Recorde da América    | Recorde da América (Americas)         | q                          | Classificado por melhor tempo (Qualified) |   |                                      |
| Melhor marca do ano   | Melhor marca do ano (World leading)          | Recorde asiático      | Recorde asiático (Asian)              | DNS                        | Não largou (Did not start)                |   |                                      |
| Recorde nacional      | Recorde nacional (National record)           | Recorde europeu       | Recorde europeu (European)            | DNF                        | Não terminou (Did not finish)             |   |                                      |
| Recorde pessoal       | Recorde pessoal do atleta (Personal best)    | Recorde da Oceania    | Recorde da Oceania (Oceania)          | DSQ / DQ                   | Desclassificado (Disqualified)            |   |                                      |
| Recorde da temporada  | Recorde da temporada do atleta (Season best) | Recorde sul-americano | Recorde sul-americano (South America) | NM                         | Sem marca (No mark)                       |   |                                      |